# Чегидон (станция метро)
«Чегидон» (кор. 제기동역) — подземная станция Сеульского метро на Первой линии (Сеул метро 1).
Она представлена двумя боковыми платформами. Станция обслуживается корпорацией Сеул Метро (Seoul Metro). Расположена в квартале Чегидон района Тондэмунгу города Сеул (Республика Корея). На станции установлены платформенные раздвижные двери.
Поезда Кёнвон экспресс (GWː Gyeongwon) обслуживают станцию; Кёнкин экспресс (GI: Gyeongin), Кёнбусон красный экспресс (GB: Gyeongbu red express), Кёнбусон зелёный экспресс (SC: Gyeongbu green express) не обслуживают станцию.
Пассажиропоток — на 1 линии 38 845 чел/день (на 2012 год).